# 292 Dywizja Strzelecka (ZSRR)
292 Dywizja Strzelecka (ros. 292-я стрелковая дивизия) – związek taktyczny (dywizja) Armii Czerwonej.
Sformowana w 1941 w związku z niemieckim atakiem na ZSRR. Broniła Leningradu, walczyła naprzeciw 20 DP Wermachtu.
Rozbita pod Tichwinem, rozwiązana.